# Триазини

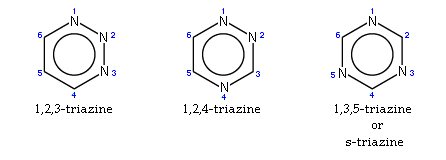
Три ізомерні тріазини, з нумерацією за кільцем

Триазини (англ. triazines) — шестичленні ароматичні гетероциклічні сполуки з трьома атомами азоту в циклі, які можуть розташовуватися в різних положеннях. Відповідно до розташування ендоциклічних атомів азоту існують три типи триазинів: 1,2,3-триазини, 1,2,4-триазини і 1,3,5-триазини. 1,3,5-триазини також називають сим-тріазинами (симетричними тріазинами), 1,2,4-тріазини - асим-тріазинами (несиметричними тріазинами), а 1,2,3-тріазини - віц-тріазінами (віцинальними тріазінами).
Найкраще вивчені сим-триазини, перші представники яких були отримані і описані в першій половині XIX століття: так, Фрідріх Велер синтезував ціанурову кислоту ((1,3,5-тригідрокси-сим-триазин) піролізом сечовини у 1829 р. .
Меламін (триаміно-сим-триазин) є сировиною у виробництві меламін-формальдегіднмих смол. Хлорзаміщені сим-триазини є компонентами активних барвників